# 浜口ミホ

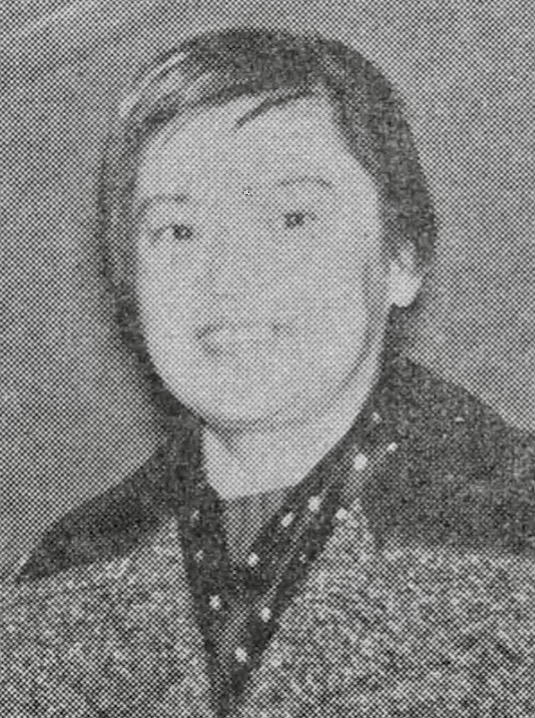
浜口ミホ（1960年）

浜口 ミホ（美穂、はまぐち みほ、1915年3月1日 - 1988年4月12日）は、日本の建築家。日本で最初の女性建築家とされる。なお旧姓は浜田。中国大連生まれ。
夫は建築評論家の浜口隆一。
公団住宅に採用させたステンレス製の流しは今日のシステムキッチンのはしりとなった。

## 来歴
1937年、東京女子高等師範学校（現・お茶の水女子大学）卒業後、東京帝国大学工学部建築学科の聴講生となり、1939年に修了後は前川國男建築設計事務所で建築を学ぶ。
1941年（昭和16年）結婚。1945年（昭和20年）農村建築研究のため北海道へ。1948年（昭和23年） 浜口ミホ住宅相談所開設。
1954年（昭和29年）一級建築士となる。この時点で女性初の一級建築士の資格を収得。1954-58年（昭和29-33年）桑沢デザイン研究所で生活空間講師。1958年（昭和33年）相模女子大学、戸板女子短期大学で住居学講師。1959年（昭和34年）浜口ハウジング設計事務所と改称。お茶ノ水女子大学講師（1975年まで）。
その後、浜口美穂建築研究所を設立して、戦後の住宅改善に貢献。特に住宅で裏方に追いやられていた台所を機能的で明るい場所に引き上げた功績で知られる。その思想は1955年発足の日本住宅公団の台所に採用されて販売促進に貢献する。
建築作品は小住宅が多数ある。主要建築作品に住宅公団型ステンレス流しの設計（1955年）国鉄大井工場工員集合住宅、関東製鋼杜宅、青山・南町第二ピル公団アパート、スペインのコスタ・デル・ソル別荘計画（海陽荘クラブ、カサ・マルソル、1974年～1989年）
著書に『日本住宅の封建制』（相模書房、1949年（復刻が1989年））がある。住生活様式の近代化を平易な文章でつづった『日本住宅の封建性』は、新しい時代の到来と方向を告げた。
『生活時間・生活空間』『住宅論』（「建築学大系」1 彰国社、1934年）